# Seven Guns to Mesa
Seven Guns to Mesa è un film del 1958 diretto da Edward Dein.
È un western statunitense con Charles Quinlivan, Lola Albright e James Griffith.

## Produzione
Il film, diretto da Edward Dein su una sceneggiatura di Myles Wilder, dello stesso Dein e di Mildred Dein e un soggetto di Wilder, fu prodotto da William F. Broidy per la William F. Broidy Pictures Corporation e girato nell'Iverson Ranch a Chatsworth, Los Angeles, California, da fine ottobre all'inizio di novembre 1957. Il titolo di lavorazione fu Seven Guns to Sin.

## Distribuzione
Il film fu distribuito negli Stati Uniti dal 16 marzo 1958 al cinema dalla Allied Artists Pictures.
Altre distribuzioni:
- in Germania Ovest il 6 settembre 1963 (Terror in Mesa City)
- in Grecia (I symmoria ton 7 paranomon)
- in Ungheria (Terror in Mesa City)